# Подлещ, Эва
Э́ва (Е́ва) Мари́я По́длещ [По́длесь](пол. Ewa Podleś [ˈɛva ˈpɔdlɛɕ]; 26 апреля 1952, Варшава, Польша — 19 января 2024, там же) — польская оперная певица (колоратурное контральто). Была знаменита необычайно широким диапазоном голоса, который охватывал более трёх октав и обладал редкой для контральто колоратурной подвижностью.

## Биография
Родилась в Варшаве в 1952 году. Её мать также обладала редким контральто и пела в хоре Большого театра (Варшавы), но в силу жизненных обстоятельств не смогла сделать международной карьеры. Сестра певицы тоже имела прекрасный низкий голос, но потеряла его из-за занятий с некомпетентным педагогом. Будущая звезда в детстве много времени проводила в театре, пела там в детском хоре и принимала участие в постановках (например, как ребёнок «Мадам Баттерфляй»). Обучалась пению в Варшавской музыкальной академии под руководством Алины Болеховской. Дебютировала на сцене в 1975 году в партии Розины («Севильский цирюльник»). В 1978 году приняла участие в Международном конкурсе имени П. И. Чайковского и стала лауреатом третьей премии, что, по её словам, сделало её героиней в родной Польше. Также певица становилась лауреатом множества других международных конкурсов, в том числе в Женеве, Рио-де-Жанейро, Афинах, Барселоне и Тулузе.
На международной сцене певица стала появляться с 1982 года. В 1984 году она дебютировала в Метрополитен-опера в заглавной партии в опере «Ринальдо». С тех пор певица выступала на многих ведущих театральных сценах мира, в том числе Ла Скала, Ковент-Гарден, Ла Фениче, Лисео и др. Международная известность пришла к певице в 1989 году после исполнения ею партии Изауры («Танкред», Дж. Россини) во Фламандской опере.
Выступала с выдающимися дирижёрами своего времени — Риккардо Мути, Альберто Дзедда, Марк Минковски.
В 2001 году дебютировала на фестивале Россини в Пезаро. В 2012 году на фестивале в расчёте на певицу была впервые за 200 лет была поставлена опера «Кир в Вавилоне» Дж. Россини, постановка и сама певица имели большой успех.
В 1990-е годы несколько лет проживала во Франции, поскольку в Польше не было возможности работать. Затем вместе со своим мужем, известным пианистом Ежи Марчинским, жила в Варшаве.
Певица неоднократно приезжала в Россию с концертными программами (например, в 1997 и 2007 году). 6 июня 2007 года она дала концерт в честь 50-летнего юбилея Государственного академического камерного оркестра России (дирижер К. Г. Орбелян) в Большом зале Московской Консерватории. Концерт транслировался телеканалом «Культура». После этого певица 9 июня приняла участие в открытии фестиваля «Дворцы Санкт-Петербурга». Во время концерта ею была исполнена кантата Дж. Россини «Жанна д’Арк», которую называют «визитной карточкой певицы» (премьера кантаты в Санкт-Петербурге).
В мае 2003 года Эва попала в автокатастрофу в Санта-Фе и сломала руку, из-за чего отменила некоторые свои выступления. В июне 2017 года певица перенесла ортопедическую операцию на ноге, из-за чего отменила свои последующие выступления на 2017/18 год.

## Творчество
Голос певицы признавался как подлинно настоящее контральто многими авторитетными изданиями, такими как Opera International, Orpheus, Gramophone, The New York Times, The Washington Post, The San Francisco Examiner, Opera News и др. Такой тип голоса встречается чрезвычайно редко, особенно во второй половине XX века, поэтому в этот период партии контральто в операх Россини и русских операх перешли к меццо-сопрано с сильным нижним регистром (Мэрилин Хорн, Тамара Синявская, Раиса Котова). В связи с этим Эву Подлещ критики часто называли «наследницей» Хорн.
Диапазон певицы охватывал более трех октав- от баритонального си-бемоля большой октавы до сопранового ре 3 октавы [1], в то время как стандартный диапазон оперного певца составляет 2-2,5 октавы. Свой исключительный диапазон певица неоднократно демонстрировала вживую как в театре, так и на концертах. Так, в Ла Скала в 1996 году в первой арии Маркизы («Дочь полка», Г. Доницетти) она продемонстрировала диапазон от си-бемоля большой октавы до си-бемоля 2 октавы, а в сцене урока пения (второе действие) — три октавы на одном дыхании — от до-диеза 3 октавы до до-диеза малой [2]. Во время концертов певица как минимум дважды брала ре 3 октавы- в арии Анны Sudò il guerriero из оратории «Возвращение Товия» (живое выступление в Линкольн-центре, Нью-Йорк, 1997)[3] и в арии Полинессо «Dover, giustizia, amor» из 3 акта оперы «Ариодант» Г. Ф. Генделя (живое выступление 18 января 1997 года на нидерландском радио «Classic FM» совместно с дирижёром Марком Минковски)[4]. Из-за уникального диапазона певицу часто называли  contralto assoluto.
Многие критики высоко оценивали голос певицы, который обладал уникальной насыщенностью тембра, бархатистостью, большим объёмом, мощностью и глубиной. Её голос как бы состоял их трех отдельных голосов- контральто почти мужского звучания, густого меццо-сопрано и сопрано в верхнем регистре, что иногда оценивалось как недостаток, на что певица отвечала, что «невозможно петь до 3 октавы также, как и до малой октавы, что на три октавы ниже».
Стоит отметить интересную эволюцию голоса Подлещ. В начале карьеры её голос звучал светло и прозрачно, хотя и имелся крепкий нижний регистр, и певицу классифицировали как колоратурное меццо-сопрано. С годами её голос становился темнее по тембру и больше по объёму, и после того, как певица родила дочь, он окончательно оформился как подлинное контральто (начало 1990-х).
Певица имела чрезвычайно широкий репертуар. Изначально она исполняла барочную музыку (Гендель), бельканто (Россини) и партии меццо-сопрано в русских операх, но постепенно перешла к репертуару драматического контральто (Герцогиня («Сестра Анджелика»), Ульрика, Эрда, Клитемнестра). Постепенно она отказалась от колоратурных партий, которыми, по её словам, пресытилась за долгую карьеру. Помимо оперных, в репертуаре певицы было много произведений камерной музыки-симфонии, оратории, романсы русских композиторов (Чайковский, Рахманинов), произведения немецких классиков (Мендельсон, Шуман, Брамс), песни польских композиторов (Шопен, Монюшко, Карлович и другие). Дискография певицы насчитывает 30 CD-дисков и несколько DVD-дисков.

## Партии
- Розина — «Севильский цирюльник» Дж. Россини
- Анджелина — «Золушка» Дж. Россини
- Кир — «Кир в Вавилоне» Дж. Россини
- Танкред, Изаура — «Танкред» Дж. Россини
- Арзаче — «Семирамида» Дж. Россини
- Малькольм — «Дева озера» Дж. Россини
- Кальбо — «Магомет Второй» Дж. Россини
- Изабелла — «Итальянка в Алжире» Дж. Россини
- Дорабелла — «Так поступают все» В. А. Моцарт
- Маркиза ди Беркенфилд — «Дочь полка» Г. Доницетти[6][8]
- Леонора — «Фаворитка» Г. Доницетти
- Корнелия, Юлий Цезарь — «Юлий Цезарь» Г. Ф. Гендель
- Полинессо — «Ариодант» Г. Ф. Гендель
- Бертарид — «Роделинда» Г. Ф. Гендель
- Ринальдо — «Ринальдо» Г. Ф. Гендель
- Амастра — «Ксеркс» Г. Ф. Гендель
- Марфа — «Хованщина» М. П. Мусоргский
- Марина Мнишек — «Борис Годунов» М. П. Мусоргский
- Кончаковна — «Князь Игорь» А. П. Бородин
- Иоанна — «Орлеанская дева» П. И. Чайковский
- Графиня — «Пиковая дама» П. И. Чайковский
- Бабуленька — «Игрок» С. С. Прокофьев
- Элен Безухова — «Война и мир» С. С. Прокофьев
- Иокаста — «Царь Эдип» И. Ф. Стравинский
- Варвара — «Не только любовь» Р. К. Щедрин
- Баба-Яга — «Русалка» А. Дворжак
- Эрда — «Золото Рейна», «Зигфрид» Р. Вагнер
- Клитемнестра — «Электра» Р. Штраус
- Азучена — «Трубадур» Дж. Верди
- Эболи — «Дон Карлос» Дж. Верди
- Миссис Квикли — «Фальстаф» Дж. Верди
- Ульрика — «Бал-маскарад» Дж. Верди
- Кармен — «Кармен» Ж. Бизе[6]
- Далила — «Самсон и Далила» К. Сен-Санс
- Адальджиза — «Норма» В. Беллини
- Орфей — «Орфей и Эвридика» К. В. Глюк
- Ненависть — «Армида» К. В. Глюк
- Мать — «Дитя и волшебство» М. Равель
- Мадам де ла Олтьер — «Золушка» Ж. Массне
- Герцогиня — «Сестра Анджелика» Дж. Пуччини
- Слепая — «Джоконда» А. Понкьелли
- Общественное мнение — «Орфей в аду» Ж. Оффенбах
- Никлаус — «Сказки Гофмана» Ж. Оффенбах

## Концертный репертуар
- Дж. Россини, кантата «Жанна д’Арк»
- Й. Гайдн, оратория «Возвращение Товия»
- Й. Гайдн, кантата «Ариадна на Наксосе»
- Г. Берлиоз, кантата «Смерть Клеопатры»
- М. П. Мусоргский, вокальный цикл «Песни и пляски смерти»
- Г. Малер, вокальный цикл «Песни об умерших детях»
- Г. Малер, Симфония № 2
- Г. Малер, Симфония № 3
- Г. Малер, «Песнь о земле»
- К. Пендерецкий, «Te Deum»
- М. Пташинская, «Песни отчаяния и одиночества» (исполнение на премьере в 1989 г.)
- С. С. Прокофьев, «Мёртвое поле» (из кантаты «Александр Невский»)
- Дж. Верди, «Реквием» (партия меццо-сопрано)
- И. Брамс, «Альтовая рапсодия»
- Э. У. Элгар, «Сон Геронтия»
- О. Респиги, «Закат»

## Признание
Певица внесена в список 10 лучших меццо-сопрано первого десятилетия XXI века по версии авторитетного журнала «Classic FM Magazine» и в список 100 оперных легенд второй половины XX века по версии сайта Operaarts.com.
Множество дисков с записями певицы было удостоено восторженных отзывов критиков и наград.
В 2002 году селекционеры из Международного Общества селекционеров ириса вывели специально для певицы новый сорт ириса и назвали его в её честь Ewa Podleś.
В 2014 году вышла книга (на польском и французском языках) Брижита Кормьера Ewa Podleś. Contralto assoluto, посвящённая творчеству певицы.

## Награды
- Медаль «За заслуги перед отечественной культурой» (Россия)
- Премия Доры Мейвор Мур
- Золотая медаль «За заслуги в культуре Gloria Artis»
- Орден Возрождения Польши

## Интересные факты
1. Эва Подлещ с детства свободно говорила на русском языке, что помогло ей в карьере, поскольку произведения русских композиторов занимали в её творчестве значительное место [5].
2. Певица скептически относилась к «аутентичному» стилю исполнения барочной музыки, так как, по её мнению, «никто не знает, как на самом деле звучала музыка Генделя или Вивальди в XVIII веке» и потому что «современные инструменты звучат громче и богаче старинных»[5]..